# Sacramento Mather Airport
Le Sacramento Mather Airport (en français: aéroport de Sacramento Mather), est un aéroport public situé à 18 kilomètres à l'est de Sacramento, dans le comté de Sacramento, en Californie, aux États-Unis. Il se trouve sur le site de Mather Air Force Base, qui a fermé en 1993 à la suite de l'action du BRAC.

## Installations
L'aéroport couvre 1 163 hectares à une altitude de 30 mètres. Il a deux pistes: 04L/22R de 1 853 par 46 mètres en asphalte et 04R/22L de 3445 par 46 mètres en béton et asphalte. L'aéroport dispose de deux héliports : H1 mesure 9 par 9 mètres ; H2 mesure 30 par 30 mètres.
Pour l'année se terminant le 31 décembre 2018, l'aéroport comptait 99 467 opérations aériennes, en moyenne 272 par jour : 51 % d'aviation générale, 13 % de taxi aérien, 5 % de transport aérien et 32 % de militaires. 52 appareils étaient alors basés sur cet aéroport : 10 monomoteurs, 1 multimoteur et 41 militaires.

## Compagnies aériennes cargo
| Compagnies       | Destinations                                                         |
| ---------------- | -------------------------------------------------------------------- |
| Ameriflight (en) | Reno/Tahoe                                                           |
| DHL Aviation     | Cincinnati, Salt Lake City                                           |
| UPS Airlines     | Chicago-Rockford, Louisville, Oakland, Ontario, Portland, Reno/Tahoe |

## Incidents
Le 16 février 2000, un avion cargo DC-8 effectuant le vol Emery Worldwide 17 s'écrase peu de temps après le décollage de cet aéroport, tuant les trois membres d'équipage,.